# Acid arachidonic
Acid arachidonic (viết tắt:AA, đôi khi ARA) là một acid béo omega-6 đa bão hòa 20: 4 (ω-6), hoặc 20: 4 (5,8,11,14). Nó có liên quan về mặt cấu trúc với acid arachidic bão hòa có trong bơ cupuaçu. Tên của nó bắt nguồn từ chữ La tinh mới arachis (lạc/đậu phộng), nhưng điều quan trọng cần lưu ý là dầu lạc không chứa bất kỳ lượng acid arachidonic nào.

## Hóa học
Về cấu trúc hóa học, acid arachidonic là một acid carboxylic có chuỗi 20 carbon và bốn liên kết đôi cis; liên kết đôi đầu tiên nằm ở nguyên tử carbon thứ sáu tính từ đầu omega.
Một số nguồn hóa học định nghĩa 'acid arachidonic' để chỉ một acid eicosatetraenoic bất kỳ. Tuy nhiên, hầu như tất cả các tác phẩm về sinh học, y học và dinh dưỡng đều giới hạn thuật ngữ này cho tất cả acid cis -5,8,11,14-eicosatetraenoic.